# 不動産流通研究所
株式会社不動産流通研究所（ふどうさんりゅうつうけんきゅうじょ）は、不動産会社向けに不動産情報を提供するアットホーム株式会社の関連会社。『月刊不動産流通』をはじめとする雑誌・書籍の発行のほか、各種セミナー、海外不動産視察ツアー等を行なっている。また、不動産ニュースサイト「R.E.port」、不動産用語集サイト「R.E.words」を運営している。
1981年6月に港区東新橋で設立。1996年9月に港区新橋、2011年8月に千代田区内幸町に移転した。

## 発行媒体
- 月刊不動産流通
- 知っておくと役に立つ！不動産トラブルQ＆A
- 知っておくと役に立つ！不動産トラブルとその判例
- 高齢者住宅・施設徹底ガイド
- ペット共生アパートマンション大研究
- 不動産業務のためのインターネットガイド